# سيدي عبد الله الخياط
سيدي عبد الله الخياط (بالإنجليزية: SIDI ABDALLAH AL KHAYAT)‏ هي جماعة قروية تابعة لإقليم مكناس ضمن جهة مكناس تافيلالت بالمغرب. بلغ مجموع عدد سكان  سيدي عبد الله الخياط حسب إحصاءات 2004 حوالي 	10.014 نسمة يعيشون في 1678 أسرة.